# Список умерших в 890 году

## Январь
- 2 января — Адалард II, граф Меца и Мозельгау.[1].

## Февраль
- 12 февраля — Хэндзё, японский поэт и буддийский священник.

## Май
- 19 мая — Адалард, архиепископ Тура (875—890).

## Август
- 5 августа — Рамнульф II, граф Пуатье (877/878—890), герцог Аквитании (887—890), король Аквитании (888—890)[2].

## Ноябрь
- Абу Хатим ар-Рази, исламский богослов, мухаддис (хадисовед), хафиз[3].

## Дата смерти неизвестна или требует уточнения
- Анандавардхана, индийский поэт и теоретик литературы, автор знаменитого комментария «Дхваньяалока» (Свет отзвука) к «Дхваникарике» (Строфы об отзвуке) неизвестного автора.
- Ариб аль-Мамунийя, кайна (рабыня, обученная искусству развлечений) раннего периода Аббасидов, описанная как «самая известная рабыня-певица, когда-либо жившая при багдадском дворе».
- Гирик, король пиктов (Альбы) (878—890).
- Гутрум, военачальник викингов-данов, участник датского вторжения в Британию (865—878), первый скандинавский король Восточной Англии после её завоевания норманнами (880—890)[4].
- Индраварман I, правитель Кхмерской империи (877—889).
- Строимир, жупан Сербии (860—890).
- Этельхельм, старший из двух известных сыновей короля Уэссекса Этельреда I.